# Conte di Romney
Conte di Romney è un titolo nobiliare che venne creato due volte.
La prima volta venne creato durante il Regno d'Inghilterra nel 1694 a favore del politico Henry Sydney, figlio di Robert Sidney, II conte di Leicester. Egli era già stato creato Barone Milton e Visconte Sidney nel 1689 e tutti i suoi titoli si estinsero quando morì celibe e senza figli nel 1704.
Il titolo venne creato la seconda volta durante il Regno Unito nel 1801 per Charles Marsham, III barone Romney. La famiglia Marsham discende da Sir John Marsham, uno dei sei cancellieri della corte di Chancery dal 1638 al 1644 e dal 1660 al 1680. Nel 1663 Sir John fu creato Baronetto di Cuckston.
Suo nipote, il quarto Baronetto, fu anch'egli cancelliere della corte di Chancery e rappresentò Maidstone nella Camera dei lord. Suo figlio, il quinto Baronetto, sedette anche come membro del Parlamento per Maidstone e servì come Governatore del Castello di Dover. Nel 1716 fu promosso barone di Romney.
Il terzo Baronetto rappresentò Maidstone e Kent al parlamento e servì come Lord luogotenente del Kent. Nel 1801 fu creato visconte di Marsham e conte di Romney. La contea venne ereditata da suo figlio, il secondo conte, che fu membro del parlamento per Hythe e Downton. Suo figlio, il terzo conte, rappresentò il Kent West nella Camera dei Lords. Il quarto conte ricoprì l'incarico di Lord-in-Waiting funzionario politico durante il governo conservativo di Robert Gascoyne-Cecil, III marchese di Salisbury dal 1889 al 1892.
Sede della famiglia fu il Mote House, vicino Maidstone, nel Kent.

## Conti di Romney; prima creazione (1694)
- Henry Sydney, I conte di Romney (1641–1704)

## Baronetti Marsham, di Cuckston (1663)
- Sir John Marsham, I baronetto (1602–1685)
- Sir John Marsham, II baronetto (1637–1692)
- Sir John Marsham, III baronetto (1679–1696)
- Sir Robert Marsham, IV baronetto (1650–1703)
- Sir Robert Marsham, V baronetto (1685–1724) (creato Barone Romney nel 1716)

## Baroni Romney (1716)
- Robert Marsham, 1st Baron Romney (1685–1724)
- Robert Marsham, 2nd Baron Romney (1712–1794)
- Charles Marsham, 3rd Baron Romney (1744–1811) (created Earl of Romney in 1801)

## Conti di Romney; Seconda creazione (1801)
- Charles Marsham, I conte di Romney (1744–1811)
- Charles Marsham, II conte di Romney (1777–1845)
- Charles Marsham, III conte di Romney (1808–1874)
- Charles Marsham, IV conte di Romney (1841–1905)
- Charles Marsham, V conte di Romney (1864–1933)
- Charles Marsham, VI conte di Romney (1892–1975)
- Michael Henry Marsham, VII conte di Romney (1910–2004)
- Julian Charles Marsham, VIII conte di Romney (nato nel 1948)